# Wolfgang Siuda
Wolfgang Siuda (* 1952 in Braunschweig) ist ein deutscher Schauspielmusiker und -komponist, der Partituren für über 200 Inszenierungen an Bühnen des deutschsprachigen Theaters geschrieben hat.

## Werdegang
Siuda absolvierte von 1972 bis 1977 ein Musikstudium in seiner Heimatstadt. Während dieser Zeit entstanden erste Arbeiten für das Staatstheater Braunschweig, ebenso begann seine Lehrtätigkeit an der Technischen Universität Carolo-Wilhelmina zu Braunschweig, die er bis 2017 ausübte. Die längste und intensivste Zusammenarbeit am Theater entstand mit Jossi Wieler, für dessen Inszenierungen er ab 1993 mehr als 20 Musiken entwickelte. Weitere kontinuierliche Partner waren oder sind Peter Hailer, Anselm Weber, Karin Beier, Stephan Kimmig, Patrick Schlösser, Dariusch Yazdkhasti, Andreas Nathusius und Peter Wittenberg.
Neben seiner Arbeit für das Sprechtheater schrieb Siuda vereinzelt Ballettmusiken, Fernsehmusiken und verantwortete drei Regiearbeiten: für Heiner Müllers Bildbeschreibung und Herzstück am Landestheater Wilhelmshaven, gemeinsam mit Christoph Grothaus einen Gramsci-Abend auf Kampnagel in Hamburg und „Insomnia“ beim Lucerne Festival.
Wolfgang Siuda lebt mit seiner Frau Aysun Siuda in Hamburg, wie auch sein Sohn Anton von Bredow.

## Werke
- 1975: William Shakespeare: Die Zähmung der Widerspenstigen, Staatstheater Braunschweig, Regie: Peter Ries
- 1976: Carlo Goldoni: Krach in Chioggia, Staatstheater Braunschweig, Regie: Peter Ries
- 1979: Brendan Behan: Richards Korkbein, Staatstheater Braunschweig, Regie: Jörn van Dyck
- 1979: G. E. Lessing: Nathan der Weise, Staatstheater Braunschweig, Regie: Jörn van Dyck
- 1979: Bertolt Brecht: Die Ausnahme und die Regel, Staatstheater Braunschweig, Regie: Peter Hathazy
- 1980: David Mammet: American Buffalo, Schiller-Theater Berlin, Regie: Jörn van Dyck
- 1982: Athol Fugard: Dimetos, Staatstheater Kassel, Regie: Jörn van Dyck
- 1982: Breffort/Monnot: Irma la Douce, Wuppertaler Bühnen, Regie: Birke Bruck
- 1982: Arthur Schnitzler: Reigen, Wuppertaler Bühnen, Regie: Hellmuth Matiasek
- 1982: G. E. Lessing: Emilia Galotti, Landestheater Tübingen, Regie: Brigitte Soubeyran
- 1983: William Shakespeare: Maß für Maß, Wuppertaler Bühnen, Regie: Jörn van Dyck
- 1983: Rainer Werner Fassbinder: Bremer Freiheit, Staatstheater Kassel, Regie: Thomas Mai
- 1984: Anton Tschechow: Möwe, LT Tübingen, Regie: Brigitte Soubeyran
- 1985: Thomas Brasch: Rotter, Schauspielhaus Bremen, Regie: Jens Pesel
- 1986: Friedrich Schiller: Maria Stuart, Schauspiel Köln, Regie: Brigitte Soubeyran
- 1986: G. E. Lessing: Nathan der Weise, Städtische Bühnen Osnabrück, Regie: Peter Ries
- 1987: Euripides/Jens: Troerinnen, LB Wilhelmshaven, Regie: Georg Immelmann
- 1987: William Shakespeare: Ein Sommernachtstraum, LB Wilhelmshaven, Regie: Urs Schaub
- 1988: Harald Mueller: Totenfloss, LB Wilhelmshaven, Regie: Peter Ries
- 1988: Ernst Barlach: Der Arme Vetter, LB Wilhelmshaven, Regie: Klaus Engeroff
- 1989: Aristophanes: Lysistrate, LB Wilhelmshaven, Regie: Martin Michael Driessen
- 1991: William Shakespeare: Der Sturm, Stadttheater Hildesheim, Regie: Klaus Engeroff
- 1991: Henrik Ibsen: Peer Gynt, Stadttheater Hildesheim, Regie: Ralf Knapp
- 1992: Bertolt Brecht: Im Dickicht der Städte, Stadttheater Hildesheim, Regie: Ralf Knapp
- 1992: Hans Henny Jahnn: Medea, Stadttheater Hildesheim, Regie: Ralf Knapp
- 1993: Friedrich Schiller: Die Verschwörung des Fiesco zu Genua, Staatstheater Braunschweig, Regie: Tatjana Rese
- 1993: Elfriede Jelinek: Wolken.Heim, Schauspielhaus Hamburg, Regie: Jossi Wieler
- 1994: Gundi Ellert: Josephs Töchter, Schauspielhaus Hamburg, Regie: Jossi Wieler
- 1994: Aristophanes: Plutos, Staatstheater Braunschweig, Regie: Manuel Soubeyrand
- 1994: Rainald Goetz: Festung, Schauspielhaus Hamburg, Regie: Wilfried Minks
- 1994: Georg Büchner: Danton.Tod.Woyzeck, Staatstheater Braunschweig, Regie: Tajana Rese
- 1995: Anton Tschechow: Drei Schwestern, Schauspielhaus Hamburg, Regie: Harald Clemen
- 1995: Stefan Schütz: Werwölfe, Deutsches Theater Berlin, Regie: Tatjana Rese
- 1995: Eugene Labiche: Das Sparschwein, Schauspielhaus Hamburg, Regie: Jossi Wieler
- 1995: George Tabori: Jubiläum, Thalia Theater Hamburg, Regie: Barbara Kröger
- 1995: William Shakespeare: Das Wintermärchen, Schauspielhaus Hamburg, Regie: Jossi Wieler
- 1998: Simone Schneider: Malaria, Schauspielhaus Hamburg, Regie: Anselm Weber
- 1998: Elfriede Jelinek: er nicht als er, UA Salzburger Festspiele/ Schauspielhaus Hamburg, Regie: Jossi Wieler
- 1998: Biljana Srbljanovic: Familiengeschichten Belgrad, DE Schauspielhaus Hamburg, Regie: Anselm Weber
- 1998: William Shakespeare: Maß für Maß, Schauspielhaus Hamburg, Regie: Karin Beier
- 1999: Gisela von Wysocki: Abendlandleben, Theater Basel, Regie: Jossi Wieler
- 1999: Max Frisch: Biographie: Ein Spiel, Theater Lübeck, Regie: Peter Hailer
- 1999: Christian D. Grabbe: Don Juan und Faust, Residenztheater München, Regie: Anselm Weber
- 1999: J. W. von Goethe: Wahlverwandtschaften, Theater Weimar, Regie: Brigitte Landes
- 1999: Shelagh Stephenson: Gedächtnis des Wassers, Düsseldorfer Schauspielhaus, Regie: Peter Hailer
- 1999: Tankred Dorst: Merlin, Akademietheater Wien, Regie: Karin Beier
- 1999: Anton Tschechow: Der Kirschgarten, Theater Lübeck, Regie: Peter Hailer
- 2000: Tankred Dorst: Merlin, Schauspielhaus Hamburg, Regie: Jossi Wieler
- 2000: Patrick Marber: Hautnah, Theater Lübeck, Regie: Peter Hailer
- 2000: Sergi Belbel: Blut, Volkstheater Wien, Regie: Anselm Weber
- 2000: William Shakespeare: Was ihr wollt, Düsseldorfer Schauspielhaus, Regie: Anna Badora
- 2000: Luigi Pirandello: Mit Leidenschaften ist nicht zu spassen, Burgtheater Wien, Regie: Karin Beier
- 2001: Judith Herzberg: Heftgarn, Düsseldorfer Schauspielhaus, Regie: Peter Hailer
- 2001: Henrik Ibsen: Baumeister Solness, Schauspiel Hannover, Regie: Anselm Weber
- 2001: Friedrich Schiller: Wallenstein, Residenztheater München, Regie: Anselm Weber
- 2001: Herbert Achternbusch: Pallas Athene, UA Schauspiel Hannover, Regie: Anselm Weber
- 2001: Elfriede Jelinek: Macht nichts, UA Schauspielhaus Zürich, Regie: Jossi Wieler
- 2001: Euripides: Alkestis, Münchner Kammerspiele, Regie: Jossi Wieler
- 2001: Heinrich von Kleist: Penthesilea, Schauspiel Frankfurt, Regie: Anselm Weber
- 2002: Judith Herzberg: Simon, UA Düsseldorfer Schauspielhaus, Regie: Peter Hailer
- 2002: J. W. von Goethe: Stella, Deutsches Theater Berlin, Regie: Stephan Kimmig
- 2002: Jon Fosse: Winter, Schauspielhaus Zürich, Regie: Jossi Wieler
- 2002: Henrik Ibsen: Nora, Thalia Theater Hamburg, Regie: Stephan Kimmig
- 2002: Moritz Rinke: Die Nibelungen, Nibelungen Festspiele Worms, Regie: Dieter Wedel
- 2002: William Shakespeare: Hamlet, Schauspiel Frankfurt, Regie: Anselm Weber
- 2002: Max Frisch: Biedermann und die Brandstifter, Volkstheater Wien, Regie: Anselm Weber
- 2002: Sergi Belbel: Die Zeit der Plancks, DE Schauspiel Frankfurt, Regie: Anselm Weber
- 2003: Andrew Bovell: Lantana, DE Thalia Theater Hamburg, Regie: Stephan Kimmig
- 2003: Martin McDonagh: Der Kissenmann, DE Akademietheater Wien, Regie: Anselm Weber
- 2003: Wassilij Sigarew: Plastilin, Münchner Kammerspiele, Regie: Anselm Weber
- 2003: Leonora Carrington: Das Fest des Lamms, Münchner Kammerspiele, Regie: Jossi Wieler
- 2003: Henrik Ibsen: Gespenster, Schauspielhaus Hamburg, Regie: Patrick Schlösser
- 2003: Arthur Schnitzler: Komödie der Verführung, Deutsches Theater Berlin, Regie: Stephan Kimmig
- 2003: Alan Ayckbourn: Schöne Bescherungen, Münchner Kammerspiele, Regie: Karin Beier
- 2004: Franz Grillparzer: Das goldene Vliess,[6] Burgtheater Wien, Regie: Stephan Kimmig
- 2004: Paul Claudel: Mittagswende, Münchner Kammerspiele, Regie: Jossi Wieler
- 2004: Judith Herzberg: Vielleicht Reisen, Düsseldorfer Schauspielhaus, Regie: Peter Hailer
- 2004: Maxim Gorki: Sommergäste, Schauspiel Hannover, Regie: Anselm Weber
- 2005: Oscar Wilde: Ernst ist das Leben, Bunbury, Düsseldorfer Schauspielhaus, Regie: Patrick Schlösser
- 2005: Euripides: Die Bakchen, Münchner Kammerspiele, Regie: Jossi Wieler
- 2005: Moritz Rinke: Cafe Umberto, Thalia Theater Hamburg, Regie: Stephan Kimmig
- 2006: Friedrich Hebbel: Die Nibelungen, Schauspiel Essen, Regie: Anselm Weber
- 2006: Georg Büchner: Leonce und Lena, Düsseldorfer Schauspielhaus, Regie: Alexander Kubelka
- 2006: Moritz Rinke: Die Nibelungen, Nibelungen Festspiele Worms, Regie: Dieter Wedel
- 2006: Franz Grillparzer: Medea, Schauspielhaus Graz, Regie: Anna Badora
- 2006: Arthur Schnitzler: Zwischenspiel, Schauspielhaus Graz, Regie: Patrick Schlösser
- 2006: William Shakespeare: Othello, Schauspiel Essen, Regie: Anselm Weber
- 2006: Arthur Schnitzler: Liebelei, Volkstheater Wien, Regie: Patrick Schlösser
- 2007: William Shakespeare: Titus Andronicus, Schauspiel Essen, Regie: Anselm Weber
- 2007: Moliere: Der Menschenfeind, Schauspielhaus Graz, Regie: Patrick Schlösser
- 2007: Moritz Rinke: Die Nibelungen, Nibelungen Festspiele Worms, Regie: Dieter Wedel
- 2007: Elfriede Jelinek: Ulrike Maria Stuart, Münchner Kammerspiele, Regie: Jossi Wieler
- 2007: Sophokles: Ödipus auf Kolonos, Münchner Kammerspiele, Regie: Jossi Wieler
- 2008: Heiner Müller: Anatomie Titus, Schauspiel Essen, Regie: Anselm Weber
- 2008: Franz Grillparzer: Das goldene Vlies, Schauspiel Köln, Regie: Karin Beier
- 2008: Moritz Rinke: Die Nibelungen, Nibelungen Festspiele Worms, Regie: Dieter Wedel
- 2008: Elfriede Jelinek: Rechnitz, Münchner Kammerspiele, Regie: Jossi Wieler
- 2009: Biljana Srbljanovic: Barbelo, DE Schauspiel Essen, Regie: Anselm Weber
- 2009: William Shakespeare: Ein Sommernachtstraum, Theater Lübeck, Regie: Patrick Schlösser
- 2009: Paul Claudel: Mittagswende, GE Nationaltheater Athen, Regie: Jossi Wieler
- 2009: Becket, Handke: Das letzte Band, Bis dass der Tag euch scheidet, Salzburger Festspiele, Regie: Jossi Wieler
- 2009: Beaumarchais: Figaros Hochzeit, Staatstheater Kassel, Regie: Patrick Schlösser
- 2009: Aischylos: Prometheus, Schaubühne Berlin, Regie: Jossi Wieler
- 2009: B. B. Haubrich: Kaltes Land, Heisses Land, Heiliges Land, UA Staatstheater Kassel, Regie: Patrick Schlösser
- 2010: Heinrich von Kleist: Der zerbrochene Krug, Luzerner Theater, Regie: Peter Wittenberg
- 2010: Stefan Zweig: Angst, Salzburger Festspiele/Münchner Kammerspiele, Regie: Jossi Wieler
- 2010: Frank Wedekind: Der Marquis von Keith, Staatstheater Kassel, Regie: Patrick Schlösser
- 2010: William Shakespeare: Wie es euch gefällt, Theater Lübeck, Regie: Patrick Schlösser
- 2010: Ferenc Molnar: Liliom, Schauspiel Kiel, Regie: Dariusch Yazdkhasti
- 2011: B. B. Haubrich: Das Maß der Verlässlichkeit, Staatstheater Kassel, Regie: Patrick Schlösser
- 2011: Justine del Corte: Sex, Staatstheater Kassel, Regie: Johannes Schütz
- 2011: Burroughs/Waits: The Black Rider, Staatstheater Kassel, Regie: Patrick Schlösser
- 2011: John Kander: Cabaret, Staatstheater Kassel, Regie: Patrick Schlösser
- 2011: Jean Racine: Phädra, Schauspiel Köln, Regie: Johannes Schütz
- 2012: Nick Whitby: Sein oder Nichtsein, Josefstadt Theater, Regie: Peter Wittenberg
- 2012: Albert Camus: Die Gerechten, Theater Bielefeld, Regie: Dariusch Yazdkhasti
- 2012: Arthur Miller: Hexenjagd, Staatstheater Kassel, Regie: Patrick Schlösser
- 2012: Franz Grillparzer: Die Jüdin von Toledo, Landestheater Linz, Regie: Peter Wittenberg
- 2012: Dea Loher: Diebe, Schauspiel Kiel, Regie: Dariusch Yasdkhasti
- 2012: William Shakespeare: Der Kaufmann von Venedig und sein Traum von Was ihr wollt, Staatstheater Kassel, Regie: Patrick Schlösser
- 2012: Christian Andersen: Die Schneekönigin, Stadttheater Bremerhaven, Regie: Kirsten Uttendorf
- 2013: Elfriede Jelinek: Winterreise, Theater Lübeck, Regie: Andreas Nathusius
- 2013: Anton Tschechow: Der Kirschgarten, Staatstheater Kassel, Regie: Patrick Schlösser
- 2013: Coline Serreau: Hase Hase, Staatstheater Kassel, Regie: Patrick Schlösser
- 2013: Peter Shaffer: Komödie im Dunkeln, Landestheater Linz, Regie: Peter Wittenberg
- 2014: Johann Wolfgang von Goethe: Clavigo, Theater Lübeck, Regie: Patrick Schlösser
- 2014: Peter Handke: Immer noch Sturm, Theater Lübeck, Regie: Andreas Nathusius
- 2014: Henrik Ibsen: Peer Gynt, Theater Bielefeld, Regie: Dariusch Yazdkhasti
- 2014: William Shakespeare: Ein Sommernachtstraum, Schauspiel Kiel, Regie: Dariusch Yazdkhasti
- 2014: William Shakespeare: Antonius und Kleopatra, Theater Lübeck, Regie: Patrick Schlösser
- 2014: Christian Andersen: Die kleine Meerjungfrau, Theater Lübeck, Regie: Andreas Nathusius
- 2015: Joseph Roth: Hiob, Landestheater Linz, Regie: Peter Wittenberg
- 2015: Asghar Farhadi: Le Passe, Schauspielhaus Graz, Regie: Patrick Schlösser
- 2015: Bertolt Brecht: Baal, Schauspiel Kiel, Regie: Dariusch Yasdkhasti
- 2015: Ödön von Horvath: Geschichten aus dem Wienerwald, Theater Lübeck, Regie: Andreas Nathusius
- 2016: William Shakespeare: Der Sturm, Theater Lübeck, Regie: Patrick Schlösser
- 2016: Fritz Kater: I'm searching for I:N:R:I, Schauspiel Stuttgart, Regie: Jossi Wieler
- 2016: Joel Pommerat: Die Wiedervereinigung der beiden Koreas, Akademietheater Wien, Regie: Peter Wittenberg
- 2016: Arthur Miller: Hexenjagd, Theater Bielefeld: Regie Dariusch Yasdkhasti
- 2016: Ödön von Horvath: Niemand, Landestheater Linz, Regie: Peter Wittenberg
- 2017: Bertolt Brecht: Mutter Courage, Theater Lübeck, Regie: Andreas Nathusius
- 2017: Ayad Akhtar: Geächtet, Landestheater Linz, Regie: Peter Wittenberg
- 2018: William Shakespeare: Der Kaufmann von Venedig, Volkstheater Wien, Regie: Anna Badora
- 2019: Heinrich von Kleist: Amphitryon, Landestheater Linz, Regie: Peter Wittenberg

## Auszeichnungen
- Wolken. Heim, Regie: Jossi Wieler, Inszenierung des Jahres, eingeladen zum Theatertreffen Berlin 1994
- Alkestis, Regie: Jossi Wieler, eingeladen zum Theatertreffen Berlin 2002
- Nora, Regie: Stephan Kimmig, eingeladen zum Theatertreffen Berlin 2003
- Mittagswende, Regie: Jossi Wieler, eingeladen zum Theatertreffen Berlin 2005